# Big Show
Paul Donald Wight, Jr. (* 8. Februar 1972 in Aiken, South Carolina), besser bekannt unter seinem Ringnamen (The) Big Show,  ist ein US-amerikanischer Wrestler und Schauspieler. Er steht derzeit bei All Elite Wrestling unter Vertrag. Wight hat eine Hypersomie.
Seine bisher größten Erfolge waren der zweimalige Erhalt der WWE Championship und World Heavyweight Championship sowie der Erhalt der ECW World Heavyweight Championship.

## Privatleben
Aus Wights erster Ehe mit Melissa Ann Piavis, die von 1997 bis 2000 anhielt, ging eine Tochter hervor. Mit Bess Katramados, die er 2002 heiratete, hat er zwei Kinder.

## Wrestling-Karriere

### World Championship Wrestling (1995–1999)
Der ehemalige College-Basketballer Wight begann seine Karriere als vermeintlicher Sohn André the Giants unter dem Ringnamen The Giant. Er wurde von Hulk Hogan entdeckt und durch dessen Fürsprache für die Promotion World Championship Wrestling verpflichtet, wo er sofort in ein Fehdenprogramm mit dem Wrestling-Superstar geschrieben wurde. Seine noch junge Karriere verlief ab diesem Zeitpunkt, trotz seiner mangelnden Erfahrung, steil bergauf.  Er durfte von Hogan bereits am 29. Oktober 1995 kurzzeitig die WCW World Heavyweight Championship erhalten. Ein knappes Jahr später erhielt er den Titel von Ric Flair zum zweiten Mal. Nach einem kurzzeitigen Rückzug aus der WCW im Jahr 1997, war er ab 1998 wieder aktiv und wurde der Gruppierung New World Order (nWo) um die großen Altstars hinzugefügt. 1999 wechselte Wight zur WWF (heute WWE).

### World Wrestling Federation/Entertainment (1999–2021)

#### Debüt und WWF Champion (1999–2002)
Zunächst debütierte Wight an der Seite von Vince McMahon gegen Stone Cold Steve Austin. Anschließend bildete er unter anderem mit Hardcore Holly und dem Undertaker Tag Teams. Letzterer, selbst ein groß gewachsener Mann, nahm sich dem jungen Wrestler an, um ihn an den Stil der WWF zu gewöhnen. Am Ende des Jahres, bei der Survivor Series 1999, durfte Wight in einem Match gegen Champion Triple H und The Rock die WWE Championship erringen, die er Anfang 2000 wieder an Triple H abgeben musste.
Nachdem Wight 2002 zunächst bei RAW angetreten war, wechselte er am Ende des Jahres zu SmackDown. Hier fehdete er gegen Brock Lesnar, von dem er bei den Survivor Series die WWE Championship ein zweites Mal gewinnen durfte. Im Zuge dieser Fehde wurde Paul Heyman kurzzeitig zum Manager von Wight. Bei Armageddon 2002 musste er den Titel an Kurt Angle abgeben.

#### Titel-Regentschaften und Auszeit (2003–2006)

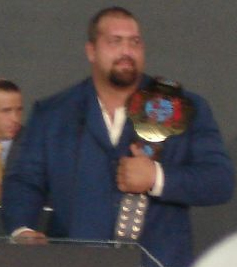
Big Show als ECW World Heavyweight Champion im Jahr 2006.

Bei No Mercy 2003 gewann Wight die WWE United States Championship von Eddie Guerrero. Bei WrestleMania 20 gab er den Titel an John Cena ab.
Nach dem Draft 2005, bei dem er zurück zu RAW gewechselt war, durfte Wight am 1. November des Jahres zusammen mit Kane bei Taboo Tuesday die World Tag Team Championship von Lance Cade und Trevor Murdoch. Am 3. April 2006 mussten sie bei RAW den Titel an Kenny und Mikey von Spirit Squad abgeben.
Wight wurde im Juni 2006 zur ECW gewechselt. Am 4. Juli 2006 gewann er die ECW Championship von Rob Van Dam. Beim PPV December to Dismember am 3. Dezember 2006 musste er die ECW Championship in einem Extreme Elimination Chamber-Match an Bobby Lashley abgeben. Im Anschluss daran legte er eine Pause ein, um sich auf eine Karriere als Boxer zu konzentrieren; dieses Vorhaben blieb jedoch erfolglos.

#### Rückkehr und Unified Tag Team Champion (2008–2011)

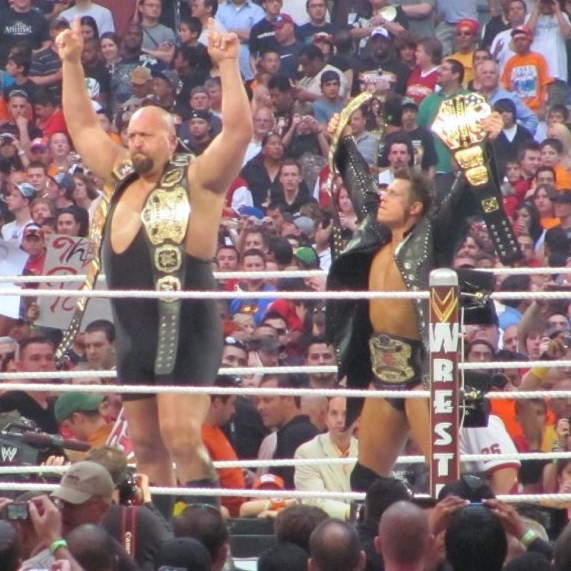
ShowMiz als Unified WWE Tag Team Champions beim Wrestlemania XXVI Event.

Am 17. Februar 2008, beim PPV No Way Out, gab ein fast 40 kg leichterer Wight sein Comeback und trat zunächst bei RAW und SmackDown auf. Nach einer verlorenen WrestleMania-Fehde gegen den Boxer Floyd Mayweather Jr. folgten Fehdenprogramme in SmackDown gegen The Great Khali, den Undertaker sowie Edge und John Cena.
Bei der WWE Draft am 13. April 2009 wechselte Wight erneut zu RAW. Beim PPV Night of Champions 2009 durfte er zusammen mit Chris Jericho (als Team Jeri-Show) die WWE Unified Tag Team Championtitel erringen, nachdem er Edge auf Grund von dessen Verletzung ersetzte. Bei TLC: Tables, Ladders & Chairs 2009 mussten sie die Titel an die D-Generation X abgeben, und das Tag Team wurde aufgelöst.  Wight durfte den Titel am 8. Februar 2010 mit seinem neuen Partner The Miz (als Team ShoMiz) in einem Match gegen D-Generation X und das Stable The Straight Edge Society (CM Punk & Luke Gallows) gewinnen. Am 26. April 2010 bei RAW mussten sie die Titel an die Hart Dynasty (David Hart Smith und Tyson Kidd) abgeben.
Bei der WWE Draft am gleichen Abend wurde er zu SmackDown gewechselt. Es folgten kleinere Fehdenprogramme, unter anderem gegen den damaligen World Heavyweight Champion Jack Swagger.
Im Zuge einer Fehde gegen die Gruppierung The Corre gewann Wight am 19. April 2011 in SmackDown erneut zusammen mit Kane die WWE Tag Team Championship von Heath Slater und Justin Gabriel. Am 25. April 2011 wurde Wight gemeinsam mit Kane durch den WWE Draft zurück ins RAW-Roster gewechselt. Am 23. Mai 2011 bei RAW verloren er und Kane die Tag-Team-Titel an The New Nexus (David Otunga und Michael McGillicutty).

#### World Heavyweight Champion und Intercontinental Champion (2011–2013)

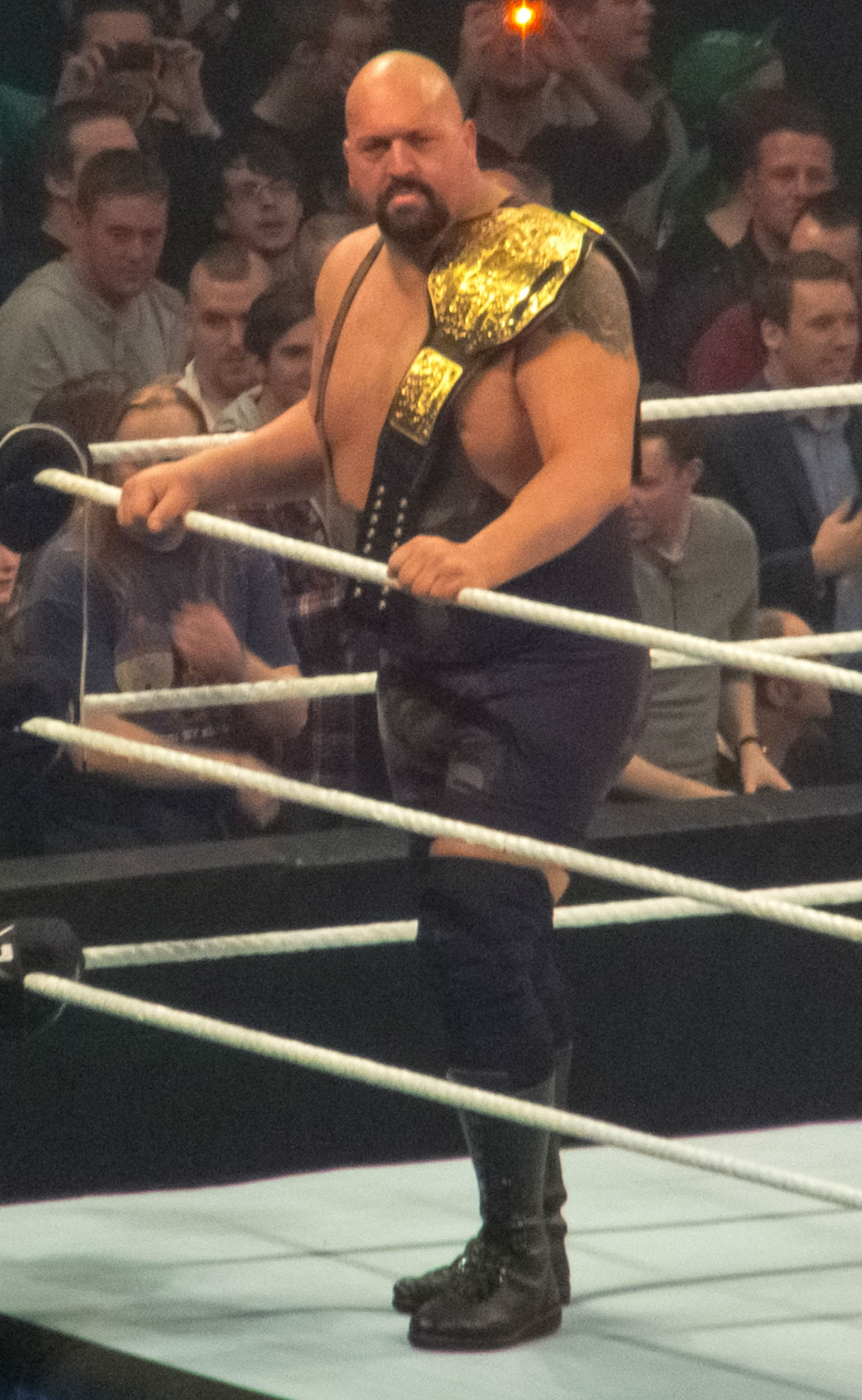
Big Show als World Heavyweight Champion im Jahr 2012.

Nach einer Pause, die ab Juli erfolgte, kehrte er bei den Aufzeichnungen zu SmackDown am 4. Oktober 2011 zurück, um die Fehde gegen Mark Henry fortzuführen. Seitdem war er wieder Teil von SmackDown. Bei der Großveranstaltung WWE TLC: Tables, Ladders & Chairs 2011 am 18. Dezember 2011 gewann er die World Heavyweight Championship von Henry, wurde jedoch nach dem Match von diesem angegriffen. Anschließend löste Daniel Bryan seinen Money in the Bank-Koffer ein und pinnte Wight, wodurch dieser den Titel wieder verlor.
Am 1. April 2012 gewann er bei WrestleMania XXVIII den WWE Intercontinental Championtitel von Cody Rhodes, den er am 29. April 2012 bei der Großveranstaltung Extreme Rules wieder an diesen verlor. Am 14. Mai 2012 wurde Wight bei RAW von John Laurinaitis gefeuert, aber aufgrund einer Allianz mit Laurinaitis für dessen Match gegen John Cena bei Over the Limit wieder eingestellt.
Am 28. Oktober 2012 durfte Wight bei der Großveranstaltung Hell in a Cell zum zweiten Mal die World Heavyweight Championship von Sheamus gewinnen, welche er bei den SmackDown-Tapings am 8. Januar 2013 an Alberto Del Rio abgeben musste.

#### The Authority und vereinzelte Auftritte (2013–2021)
2013 führte Wight eine Fehde gegen The Authority, nachdem er von Stephanie McMahon aus der WWE entlassen wurde, als er in ein  Championship-Match zwischen Daniel Bryan und Randy Orton eingriff. Nach seiner Entlassung griff er Triple H, den Chief Operating Officer (COO) der WWE an. Ende 2013 wurde er wieder ins offizielle WWE Roster aufgenommen.
Am 29. März 2015 gewann er bei WrestleMania 31 die zweite André the Giant-Memorial-Battle Royal.
Am 20. August 2017 verlor er bei der Großveranstaltung SummerSlam ein Haikäfig Match gegen Big Cass.
Am 16. Oktober 2018 bei SmackDown 1000 kehrte Wight zurück und verhalf The Bar (Cesaro und Sheamus) zum Gewinn der WWE SmackDown Tag Team Championship, von da an fungierte er einige Monate als Valet des Duos, bis er sich verletzte und wieder aussetzte. Am 6. Januar 2020 kehrte er bei Raw zurück und bestritt ein Match mit Samoa Joe und Kevin Owens gegen AOP Akam & Rezar und Seth Rollins.
Zuletzt trat er am 4. Januar 2021 bei der Raw Legends Night auf. Im Januar 2021 lief Wights WWE-Vertrag aus.

### All Elite Wrestling (seit 2021)
Am 24. Februar 2021 verkündete All Elite Wrestling, dass Wight einen Vertrag mit der Promotion unterschrieben habe. Er fungiert als Kommentator der AEW-Serie Dark: Elevation und bestritt einige wenige Matches. Er tritt bei AEW unter seinem bürgerlichen Namen auf.

## Außerhalb des Wrestlings
Neben Wrestling erschien Wight in Spielfilmen und Fernsehserien wie Jingle All the Way, Happy!, The Waterboy, Star Trek: Enterprise und zwei Komödiendramen des USA Network, Royal Pains, Psych und dem Actiondrama Burn Notice. Im Jahr 2010 hatte er seine erste Hauptrolle in dem von den WWE Studios produzierten Comedy-Film Knucklehead.
2020 spielte er sich selbst in der Sitcom The Big Show Show für den Streamingdienst Netflix.

## Wrestling-Erfolge
- World Wrestling Entertainment[31]
  - WWE Championship (2×)

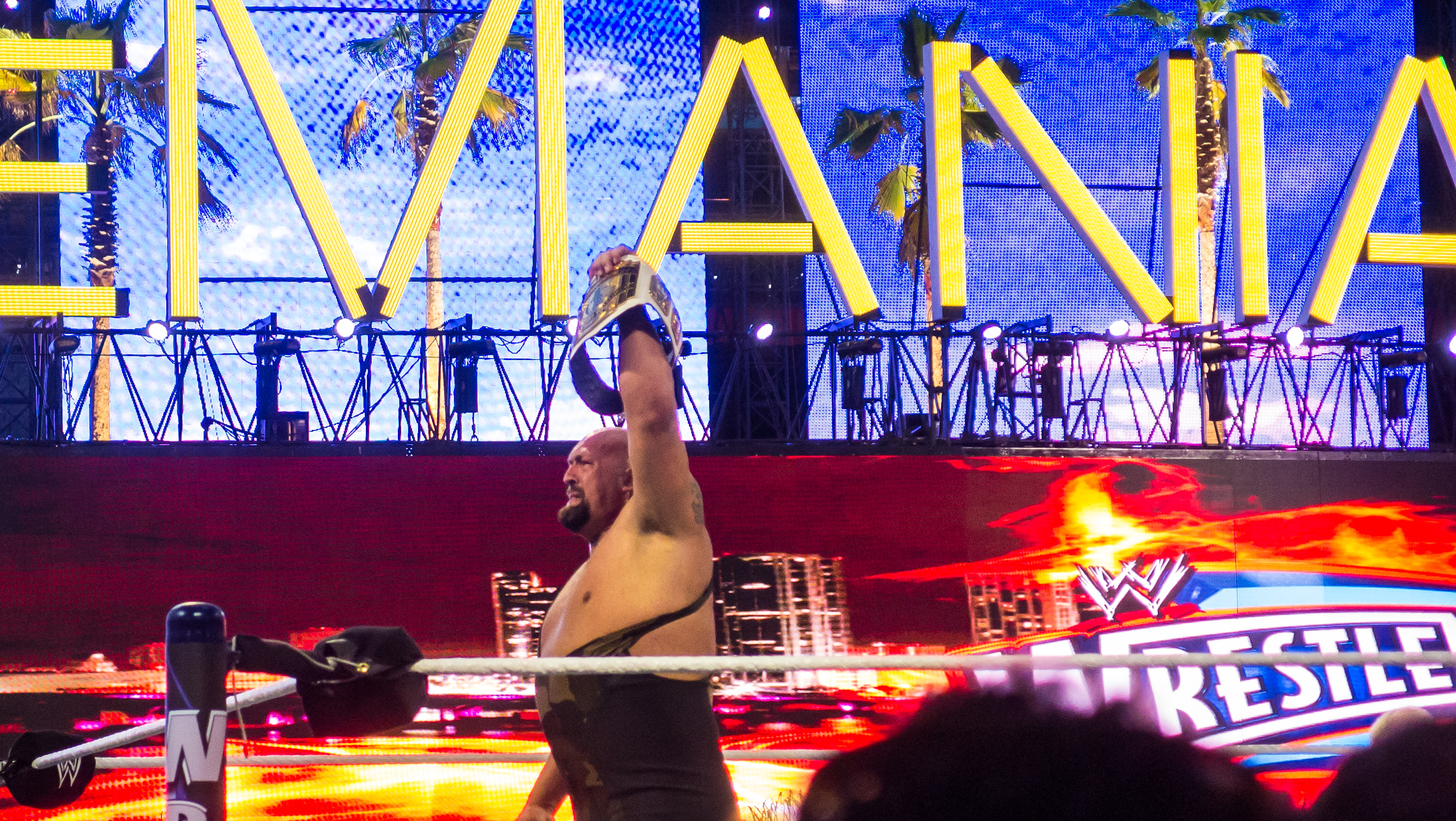
Big Show als WWE Intercontinental Champion beim Wrestlemania XXVIII Event.

  - World Heavyweight Championship (2×)
  - ECW World Heavyweight Championship (1×)
  - WWE Intercontinental Championship (1×)
  - WWE United States Championship (1×)
  - WWE Hardcore Championship (3×)
  - World Tag Team Championship (2× The Undertaker, 1× Kane, 1× Chris Jericho, 1× The Miz)
  - WWE Tag Team Championship (1× Chris Jericho, 1× The Miz, 1× Kane)
  - André the Giant Memorial Battle Royal (2015)
  - Grand Slam
  - Triple Crown

- World Championship Wrestling
  - WCW World Heavyweight Championship (2×)
  - WCW World Tag Team Championship (1× Lex Luger, 1× Sting, 1× Scott Hall)
  - WCW World War 3 (1996)